# Comuna de Małdyty
Małdyty (polaco: Gmina Małdyty) é uma gminy (comuna) na Polónia, na voivodia de Vármia-Masúria e no condado de Ostródzki. A sede do condado é a cidade de Małdyty.
De acordo com os censos de 2004, a comuna tem 6320 habitantes, com uma densidade 33,4 hab/km².

## Área
Estende-se por uma área de 188,94 km², incluindo:
- área agricola: 60%
- área florestal: 24%

## Demografia
Dados de 30 de Junho 2004:
|                      | Total   | Total | Mulheres | Mulheres | Homens  | Homens |
| -------------------- | ------- | ----- | -------- | -------- | ------- | ------ |
|                      | pessoas | %     | pessoas  | %        | pessoas | %      |
| População            | 6320    | 100   | 3110     | 49,2     | 3210    | 50,8   |
| Densidade (pop./km²) | 33,4    | 100   | 16,5     | 16,5     | 17      | 17     |

De acordo com dados de 2002, o rendimento médio per capita ascendia a 1798,27 zł.

## Subdivisões
- Budwity, Dobrocin, Drynki, Dziśnity, Gumniska Wielkie, Jarnołtowo, Kadzie, Klonowy Dwór, Koszajny, Kreki, Leśnica, Linki, Małdyty, Sambród, Sople, Szymonowo, Wilamowo, Wielki Dwór, Wodziany, Zajezierze.

## Comunas vizinhas
- Miłomłyn, Morąg, Pasłęk, Rychliki, Stary Dzierzgoń, Zalewo